# Bror Brenner
Bror Benedictus Bernhard Brenner (Vyborg, 17 luglio 1885 – Vyborg, 17 aprile 1923) è stato un velista finlandese, vincitore della medaglia d'argento ai Giochi olimpici di Stoccolma 1912 nella classe 10 metri a bordo dell'imbarcazione chiamata Nina.

## Palmarès
- Giochi olimpici

Stoccolma 1912: argento nei 10 metri.